# Nakamura Kengo
Nakamura Kengo (sinh ngày 31 tháng 10 năm 1980) là một cầu thủ bóng đá người Nhật Bản.

## Đội tuyển bóng đá quốc gia Nhật Bản
Nakamura Kengo thi đấu cho đội tuyển bóng đá quốc gia Nhật Bản từ năm 2006.

## Thống kê sự nghiệp
| Đội tuyển bóng đá Nhật Bản | Đội tuyển bóng đá Nhật Bản | Đội tuyển bóng đá Nhật Bản |
| Năm                        | Trận                       | Bàn                        |
| -------------------------- | -------------------------- | -------------------------- |
| 2006                       | 3                          | 1                          |
| 2007                       | 13                         | 0                          |
| 2008                       | 13                         | 2                          |
| 2009                       | 12                         | 2                          |
| 2010                       | 11                         | 0                          |
| 2011                       | 4                          | 1                          |
| 2012                       | 7                          | 0                          |
| 2013                       | 5                          | 0                          |
| Tổng cộng                  | 68                         | 6                          |